# 東亜放送
東亜放送（トンアバンソン）は、大韓民国にかつて存在したAMラジオ放送局である。

## 概要

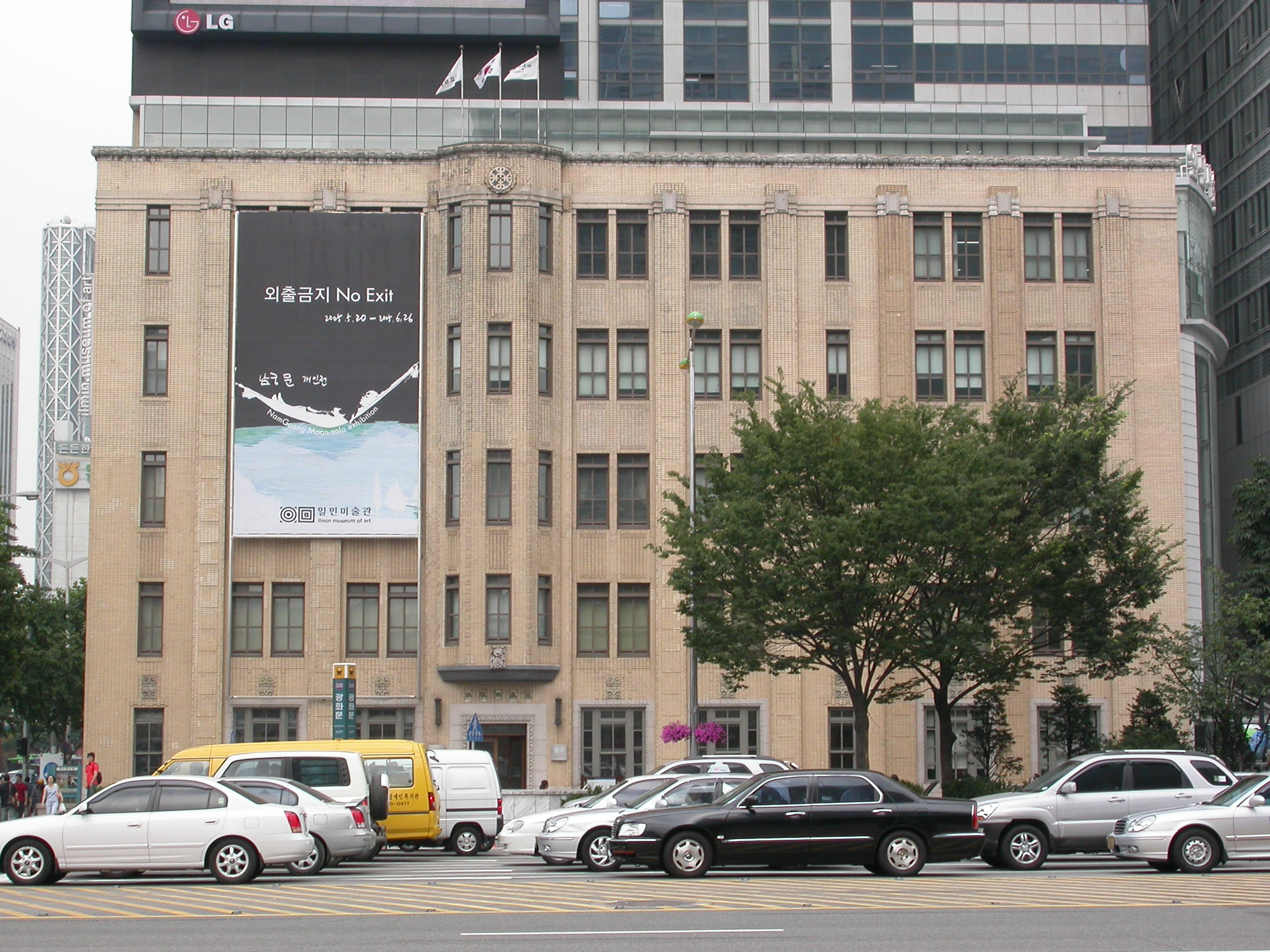
東亜放送のオフィスが置かれた東亜日報社の旧本社ビル（現 一民美術館）

開局当初から韓国を代表する全国紙・東亜日報社の直営で、責任者も“局長”としていた。ソウル特別市で韓国文化放送（MBC、現 文化放送）に次ぐ2局目の民間企業経営ラジオ局として1963年4月25日に開局した。鍾路区光化門の東亜日報本社ビルに4・5階を増築して放送局機能を収容し、ソウルとその周辺地域を放送エリアとして周波数1230kHz、出力10kWでサービスを開始した。当時同じ周波数を使用していた長崎放送ラジオとの混信が年々悪化し、1966年12月4日に周波数を790kHz（のちに792kHz）に変更した。釜山、光州への中継局設置やFMラジオ局、テレビ局の開設を申請したが許可されなかったため、1968年4月25日に出力を50kWに増強し受信可能地域を広げた。
東亜日報の取材力を生かして報道番組に力を入れ、開局1年後にはソウル・首都圏で聴取率1位を獲得した。しかし朴正煕政権に批判的であった東亜日報が、1974年12月末から政府の圧力で大半の広告を解約される事態（東亜日報広告弾圧）が、翌1975年1月に東亜放送にも波及した。2月には弾圧前の91.7%の広告が解約され、コスト削減のため深夜番組の休止に追い込まれた。7月に広告弾圧が終結してからも苦境は続き、聴取率1位の座を東洋放送 (TBC) に譲った。ゲストとの公開トークショー『ゆかいな応接室』や、報道ドキュメンタリー『DBSリポート』やラジオドラマなど、人気番組が数々存在した。
1980年代の地方局開設やテレビ放送開始を目指し、ソウル特別市永登浦区汝矣島に東亜放送の新拠点となる東亜日報社汝矣島別館の建設を進めるなか、1980年9月に大統領に就任した全斗煥は言論統制を目的とした言論統廃合政策を打ち出した。東亜放送も事業放棄を迫られ、11月30日の閉局により18年の歴史に幕を下ろした。この周波数は韓国放送公社 (KBS) に移管され、ソウル・首都圏密着型のラジオ放送「KBSラジオソウル」として1991年までKBSが運営した。
これを巡り、東亜日報は周波数返還を求める訴えを起こしたが敗訴した。
この周波数は、民営放送の解禁に伴って1990年11月に設立されたソウル放送 (現：SBS) が継承し、1991年3月にラジオ放送を開始した。現在はSBS LOVE FM（標準FM、1999年1月開局）と同一の番組を放送している。SBSと提携する地域民放のラジオ放送事業は、2016年5月1日に開局した標準FM扱いのFM放送のKNN LOVE FMが初めてSBS LOVE FMの大半の番組をサイマル放送するが、SBS POWER FM（音楽FM、1996年11月開局）の番組を中心に編成するFMラジオ放送を全地域民放局で実施しており、SBSは系列内で唯一の中波ラジオ放送を実施していることには変わりなかったが、2022年11月をもって、SBSによる中波放送が休止、そのまま2023年初めごろに廃止する予定であり、東亜放送時代を含め半世紀以上にわたって続けたAM放送が事実上終了することになる。
ちなみに、東亜日報は2009年からインターネットにてテレビ放送を開始。そして、2010年に李明博政権の規制緩和政策により、新聞社にもテレビ放送事業への参入が認められ、東亜日報もテレビの総合編成放送への参入を大韓民国放送通信委員会に申請した結果、同年12月31日に中央日報、朝鮮日報、毎日経済新聞と共に認められた。2011年12月1日には、チャンネルAという名称でテレビ放送に新規参入を果たした。ただ、JTBCを事実上の後継局とみなすTBCとは異なり、単営メディアが異なるチャンネルAをDBSの事実上の後継局とはみなしていない。